# Picea linzhiensis
Picea linzhiensis är en tallväxtart som först beskrevs av Wan Chun Cheng och Li Kuo Fu, och fick sitt nu gällande namn av K.D. Rushforth. Picea linzhiensis ingår i släktet granar, och familjen tallväxter. Inga underarter finns listade i Catalogue of Life.